# Modulador selectivo de los receptores estrogénicos
Los moduladores selectivos de los receptores estrogénicos (SERM), también conocidos como agonistas/antagonistas de los receptores estrogénicos (ERAA), son una clase de fármacos que actúan sobre los receptores estrogénicos (RE). En comparación con los agonistas-antagonistas puros de los RE (por ejemplo, agonistas completos y antagonistas silenciosos), los SERM son más específicos de los tejidos, lo que les permite inhibir o estimular selectivamente la acción similar a la de los estrógenos en diversos tejidos.

## Usos médicos
Los SERM se utilizan para diversas enfermedades relacionadas con los estrógenos, como el tratamiento de la disfunción ovulatoria en el tratamiento de la infertilidad, la prevención de la osteoporosis posmenopáusica, el tratamiento y la reducción del riesgo de cáncer de mama, y el tratamiento de la dispareunia debida a la menopausia. Los SERM también se utilizan en combinación con estrógenos conjugados indicados para el tratamiento de los síntomas de deficiencia de estrógenos y de los síntomas vasomotores asociados a la menopausia.

## Ejemplos

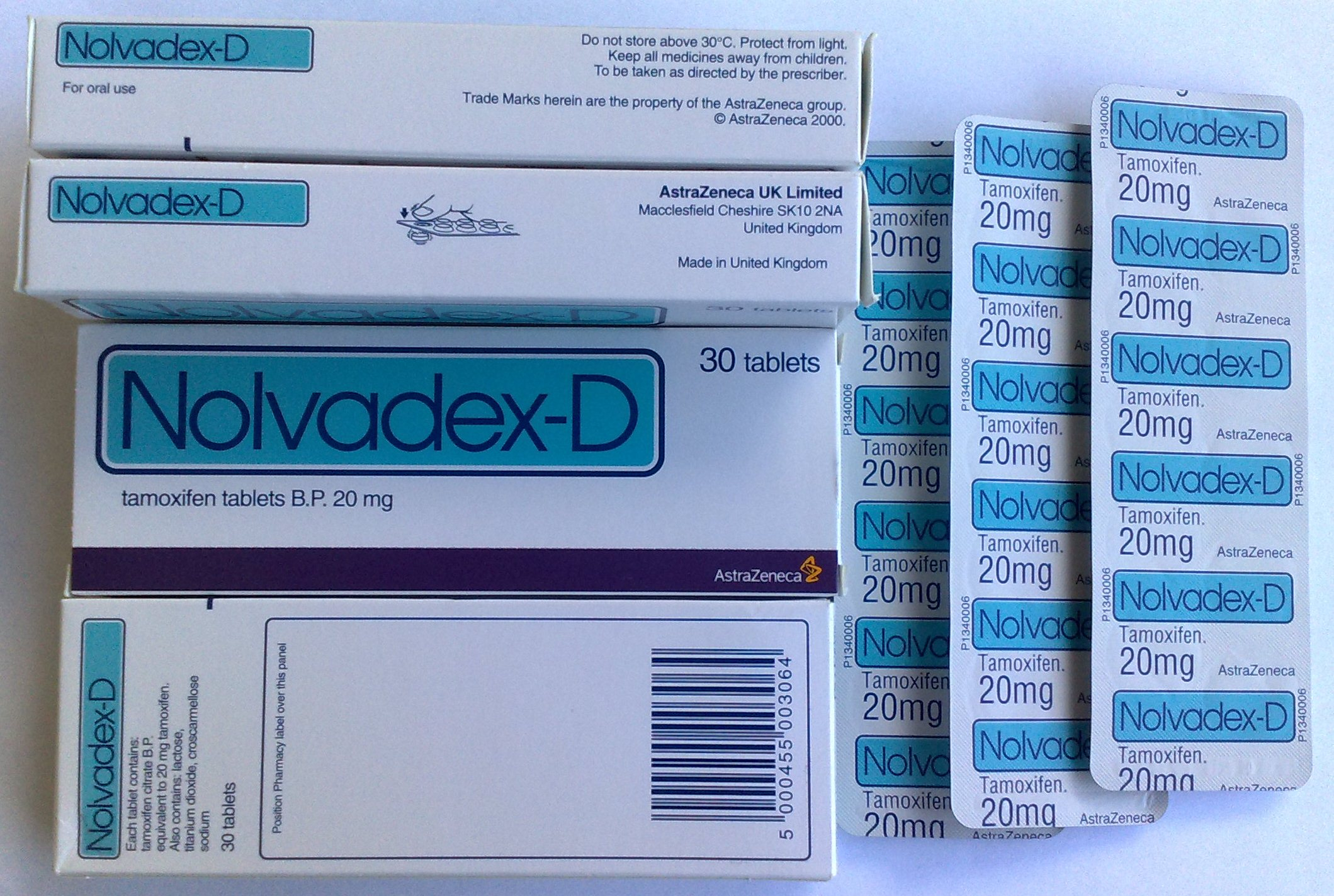
Nolvadex (tamoxifeno) comprimidos de 20 miligramos (Reino Unido)

El tamoxifeno es un tratamiento hormonal de primera línea para el cáncer de mama metastásico RE-positivo. Se utiliza para reducir el riesgo de cáncer de mama en mujeres de alto riesgo y como tratamiento adyuvante del carcinoma ductal in situ con ganglios axilares negativos y positivos. El tamoxifeno también se utiliza para el tratamiento de la osteoporosis y los lípidos sanguíneos en mujeres posmenopáusicas. Los efectos adversos del tamoxifeno incluyen sofocos y un aumento del riesgo de desarrollar cáncer de endometrio en comparación con mujeres de edad similar.
El toremifeno, un derivado clorado del tamoxifeno desarrollado para evitar los carcinomas hepáticos, se asoció con menos aductos de ADN en el hígado que el tamoxifeno en estudios preclínicos. Se utiliza como terapia endocrina en mujeres con cáncer de mama metastásico positivo para receptores de estrógenos o progesterona, en estadio 4 o recurrente y ha demostrado una eficacia similar a la del tamoxifeno como tratamiento adyuvante del cáncer de mama y en el tratamiento del cáncer de mama metastásico.
El raloxifeno se utiliza para la prevención y el tratamiento de la osteoporosis posmenopáusica y la prevención del cáncer de mama en mujeres posmenopáusicas con osteoporosis de alto riesgo. Los informes preclínicos y clínicos sugieren que es considerablemente menos potente que los estrógenos para el tratamiento de la osteoporosis. Se asocia a un perfil endometrial aceptable y no ha demostrado efectos similares al tamoxifeno en el útero, pero se ha asociado a efectos adversos como tromboembolismo venoso y síntomas vasomotores, incluidos sofocos.
El ospemifeno es un metabolito análogo del toremifeno. A diferencia del tamoxifeno, el toremifeno no es hepatocarcinógeno en ratas, por lo que el ospemifeno también sería un SERM más seguro que el tamoxifeno. Se utiliza para el tratamiento de la dispareunia de moderada a grave, un síntoma de atrofia vulvar y vaginal asociado a la menopausia. No se dispone de datos clínicos sobre el cáncer de mama, pero tanto datos in vitro como in vivo sugieren que el ospemifeno puede tener actividad quimiopreventiva en el tejido mamario.
El bazedoxifeno se utiliza para el tratamiento de la osteoporosis en mujeres posmenopáusicas con mayor riesgo de fractura. Ha demostrado ser relativamente seguro y bien tolerado. No muestra estimulación mamaria ni endometrial y en los dos primeros años el pequeño aumento es mejor en tromboembolismo venoso, y similar a largo plazo a otros SERM. La ventaja del bazedoxifeno sobre el raloxifeno es que aumenta la actividad de la óxido nítrico sintasa endotelial y no antagoniza el efecto del 17β-estradiol sobre los síntomas vasomotores.
El primer complejo estrogénico selectivo tisular (TSEC) combina estrógenos conjugados y el SERM bazedoxifeno para combinar sus actividades. La terapia combinada se utiliza en el tratamiento de los síntomas vasomotores de moderados a graves asociados a la menopausia, la prevención de la osteoporosis posmenopáusica y el tratamiento de los síntomas de deficiencia de estrógenos en mujeres posmenopáusicas no histerectomizadas. La combinación permite obtener los beneficios de los estrógenos con respecto al alivio de los síntomas vasomotores sin estimulación estrogénica del endometrio.
Algunos transexuales también han utilizado los SERM en la terapia hormonal sustitutiva.

### Formas disponibles
| Nombre                                     | Marca     | Uso aprobado                                                               | Lanzamiento | Notas                                     |
| ------------------------------------------ | --------- | -------------------------------------------------------------------------- | ----------- | ----------------------------------------- |
| Anordrin                                   | Zi Yun    | Anticoncepción de emergencia                                               | 1970s       | Sólo en China, combinado con mifepristona |
| Bazedoxifeno                               | Duavee    | Prevención de la Osteoporosis                                              | 2013        | Combinado con estrógenos conjugados       |
| Broparestrol                               | Acnestrol | Dermatología; Tratamiento del cáncer de mama                               | 1970s       | Descontinuado                             |
| Clomifeno                                  | Clomid    | Infertilidad femenina                                                      | 1967        |                                           |
| Ciclofenil                                 | Sexovid   | Infertilidad femenina; Síntomas menopáusicos                               | 1970        | Mayoritariamente descontinuado            |
| Lasofoxifeno                               | Fablyn    | Prevención y tratamiento de la osteoporosis; Atrofia vaginal               | 2009        | Sólo en Lituania y Portugal               |
| Ormeloxifeno                               | Saheli    | Anticoncepción hormonal                                                    | 1991        | Sólo en la India                          |
| Ospemifeno                                 | Osphena   | Dispareunia por atrofia vaginal                                            | 2013        |                                           |
| Raloxifeno                                 | Evista    | Prevención y tratamiento de la osteoporosis; Prevención del cáncer de mama | 1997        |                                           |
| Tamoxifeno                                 | Nolvadex  | Tratamiento del cáncer de mama                                             | 1978        |                                           |
| Toremifeno                                 | Fareston  | Tratamiento del cáncer de mama                                             | 1997        |                                           |
| Fuentes: Ver los artículos independientes. |           |                                                                            |             |                                           |

## Farmacología

### Farmacodinámica
Los SERMs son agonistas parciales competitivos del RE. Diferentes tejidos tienen diferentes grados de sensibilidad a la actividad de los estrógenos endógenos, por lo que los SERMs producen efectos estrogénicos o antiestrogénicos dependiendo del tejido en cuestión, así como del porcentaje de actividad intrínseca (AI) del SERM. Un ejemplo de un SERM con una IA elevada y, por tanto, con efectos principalmente estrogénicos es el clorotrianiseno, mientras que un ejemplo de un SERM con una IA baja y, por tanto, con efectos principalmente antiestrogénicos es el etamoxitrifetol. Los SERM como el clomifeno y el tamoxifeno se encuentran comparativamente más en el medio en cuanto a su IA y su equilibrio de actividad estrogénica y antiestrogénica. El raloxifeno es un SERM más antiestrogénico que el tamoxifeno; ambos son estrogénicos en el hueso, pero el raloxifeno es antiestrogénico en el útero mientras que el tamoxifeno es estrogénico en esta parte del cuerpo.
| Estradiol | + | + | + | + | + | + | + | + | + | + |
| «SERM ideal» | – | + | + | ± | ± | ± | – | + | + | ± |
| Bazedoxifeno | – | + | + | + | + | ? | – | ± | – | ? |
| Clomifeno | – | + | + | ? | + | + | – | ? | – | ± |
| Lasofoxifeno | – | + | + | + | ? | ? | ± | ± | – | ? |
| Ospemifeno | – | + | + | + | + | + | ± | ± | – | ± |
| Raloxifeno | – | + | + | + | + | + | ± | – | – | ± |
| Tamoxifeno | – | + | + | + | + | + | + | – | – | ± |
| Toremifeno | – | + | + | + | + | + | + | – | – | ± |
| Efecto: + = Estrogénico / agonista. ± = Mixto o neutro. - = Antiestrogénico / antagonista. Nota: En general, los SERM aumentan los niveles de gonadotropina en los hombres hipogonadales y eugonadales, así como en las mujeres premenopáusicas (antiestrogénicos), pero disminuyen los niveles de gonadotropina en las mujeres posmenopáusicas (estrogénicos). Fuente: Ver plantilla. |   |   |   |   |   |   |   |   |   |   |

| Ligando | Otros nombres               | Afinidades de unión relativas (RBA, %)a | Afinidades de unión relativas (RBA, %)a | Afinidades de unión absolutas (Ki, nM)a | Afinidades de unión absolutas (Ki, nM)a | Acción          |
| Ligando | Otros nombres               | ERα                                     | ERβ                                     | ERα                                     | ERβ                                     | Acción          |
| --- | --------------------------- | --------------------------------------- | --------------------------------------- | --------------------------------------- | --------------------------------------- | --------------- |
| Estradiol | E2; 17β-Estradiol           | 100                                     | 100                                     | 0.115 (0.04–0.24)                       | 0.15 (0.10–2.08)                        | Estrógeno       |
| Estrona | E1; 17-Ketoestradiol        | 16.39 (0.7–60)                          | 6.5 (1.36–52)                           | 0.445 (0.3–1.01)                        | 1.75 (0.35–9.24)                        | Estrógeno       |
| Estriol | E3; 16α-OH-17β-E2           | 12.65 (4.03–56)                         | 26 (14.0–44.6)                          | 0.45 (0.35–1.4)                         | 0.7 (0.63–0.7)                          | Estrógeno       |
| Estetrol | E4; 15α,16α-Di-OH-17β-E2    | 4.0                                     | 3.0                                     | 4.9                                     | 19                                      | Estrógeno       |
| Alfatradiol | 17α-Estradiol               | 20.5 (7–80.1)                           | 8.195 (2–42)                            | 0.2–0.52                                | 0.43–1.2                                | Metabolito      |
| 16-Epiestriol | 16β-Hidroxi-17β-estradiol   | 7.795 (4.94–63)                         | 50                                      | ?                                       | ?                                       | Metabolito      |
| 17-Epiestriol | 16α-Hidroxi-17α-estradiol   | 55.45 (29–103)                          | 79–80                                   | ?                                       | ?                                       | Metabolito      |
| 16,17-Epiestriol | 16β-Hidroxi-17α-estradiol   | 1.0                                     | 13                                      | ?                                       | ?                                       | Metabolito      |
| 2-Hidroxiestradiol | 2-OH-E2                     | 22 (7–81)                               | 11–35                                   | 2.5                                     | 1.3                                     | Metabolito      |
| 2-Metoxiestradiol | 2-MeO-E2                    | 0.0027–2.0                              | 1.0                                     | ?                                       | ?                                       | Metabolito      |
| 4-Hidroxiestradiol | 4-OH-E2                     | 13 (8–70)                               | 7–56                                    | 1.0                                     | 1.9                                     | Metabolito      |
| 4-Metoxiestradiol | 4-MeO-E2                    | 2.0                                     | 1.0                                     | ?                                       | ?                                       | Metabolito      |
| 2-Hidroxiestradiol | 2-OH-E1                     | 2.0–4.0                                 | 0.2–0.4                                 | ?                                       | ?                                       | Metabolito      |
| 2-Metoxiestradiol | 2-MeO-E1                    | <0.001–<1                               | <1                                      | ?                                       | ?                                       | Metabolito      |
| 4-Hidroxiestradiol | 4-OH-E1                     | 1.0–2.0                                 | 1.0                                     | ?                                       | ?                                       | Metabolito      |
| 4-Metoxiestradiol | 4-MeO-E1                    | <1                                      | <1                                      | ?                                       | ?                                       | Metabolito      |
| 16α-Hidroxiestradiol | 16α-OH-E1; 17-Ketoestriol   | 2.0–6.5                                 | 35                                      | ?                                       | ?                                       | Metabolito      |
| 2-Hidroxiestradiol | 2-OH-E3                     | 2.0                                     | 1.0                                     | ?                                       | ?                                       | Metabolito      |
| 4-Metoxiestradiol | 4-MeO-E3                    | 1.0                                     | 1.0                                     | ?                                       | ?                                       | Metabolito      |
| Sulfato de estradiol | E2S;3-sulfato de estradiol  | <1                                      | <1                                      | ?                                       | ?                                       | Metabolito      |
| Sulfato de estradiol | Estradiol 3,17β-disulfato   | 0.0004                                  | ?                                       | ?                                       | ?                                       | Metabolito      |
| 3-glucurónido de estradiol | E2-3G                       | 0.0079                                  | ?                                       | ?                                       | ?                                       | Metabolito      |
| 17β-glucurónido de estradiol | E2-17G                      | 0.0015                                  | ?                                       | ?                                       | ?                                       | Metabolito      |
| Estradiol 3-gluc. 17β-sulfato | E2-3G-17S                   | 0.0001                                  | ?                                       | ?                                       | ?                                       | Metabolito      |
| Sulfato de estrona | E1S; 3-sulfato de estrona   | <1                                      | <1                                      | >10                                     | >10                                     | Metabolito      |
| Benzoato de estradiol | EB; 3-benzoato de estradiol | 10                                      | ?                                       | ?                                       | ?                                       | Estrógeno       |
| 17β-benzoato de estradiol | E2-17B                      | 11.3                                    | 32.6                                    | ?                                       | ?                                       | Estrógeno       |
| Éter metílico de estrona | Éter 3-metilo de estrona    | 0.145                                   | ?                                       | ?                                       | ?                                       | Estrógeno       |
| ent-Estradiol | 1-Estradiol                 | 1.31–12.34                              | 9.44–80.07                              | ?                                       | ?                                       | Estrógeno       |
| Equilin | 7-Dehidroestrona            | 13 (4.0–28.9)                           | 13.0–49                                 | 0.79                                    | 0.36                                    | Estrógeno       |
| Equilenina | 6,8-Didehidroestrona        | 2.0–15                                  | 7.0–20                                  | 0.64                                    | 0.62                                    | Estrógeno       |
| 17β-Dihidroequilina | 7-Dehidro-17β-estradiol     | 7.9–113                                 | 7.9–108                                 | 0.09                                    | 0.17                                    | Estrógeno       |
| 17α-Dihidroequilina | 7-Dehidro-17α-estradiol     | 18.6 (18–41)                            | 14–32                                   | 0.24                                    | 0.57                                    | Estrógeno       |
| 17β-Dihidroequilina | 6,8-Didehidro-17β-estradiol | 35–68                                   | 90–100                                  | 0.15                                    | 0.20                                    | Estrógeno       |
| 17α-Dihidroequilina | 6,8-Didehidro-17α-estradiol | 20                                      | 49                                      | 0.50                                    | 0.37                                    | Estrógeno       |
| Δ8-Estradiol | 8,9-Dehidro-17β-estradiol   | 68                                      | 72                                      | 0.15                                    | 0.25                                    | Estrógeno       |
| Δ8-Estrona | 8,9-Dehidroestrona          | 19                                      | 32                                      | 0.52                                    | 0.57                                    | Estrógeno       |
| Etinilestradiol | EE; 17α-Etinilo-17β-E2      | 120.9 (68.8–480)                        | 44.4 (2.0–144)                          | 0.02–0.05                               | 0.29–0.81                               | Estrógeno       |
| Mestranol | EE 3-éter metílico          | ?                                       | 2.5                                     | ?                                       | ?                                       | Estrógeno       |
| Moxestrol | RU-2858; 11β-Metoxi-EE      | 35–43                                   | 5–20                                    | 0.5                                     | 2.6                                     | Estrógeno       |
| Metilestradiol | 17α-Metil-17β-estradiol     | 70                                      | 44                                      | ?                                       | ?                                       | Estrógeno       |
| Dietilestilbestrol | DES; Estilbestrol           | 129.5 (89.1–468)                        | 219.63 (61.2–295)                       | 0.04                                    | 0.05                                    | Estrógeno       |
| Hexestrol | Dihidrodietilestilbestrol   | 153.6 (31–302)                          | 60–234                                  | 0.06                                    | 0.06                                    | Estrógeno       |
| Dienestrol | Dehidrostilbestrol          | 37 (20.4–223)                           | 56–404                                  | 0.05                                    | 0.03                                    | Estrógeno       |
| Benzestrol (B2) | –                           | 114                                     | ?                                       | ?                                       | ?                                       | Estrógeno       |
| Clorotrianiseno | TACE                        | 1.74                                    | ?                                       | 15.30                                   | ?                                       | Estrógeno       |
| Trifeniletileno | TPE                         | 0.074                                   | ?                                       | ?                                       | ?                                       | Estrógeno       |
| Trifenilbromoetileno | TPBE                        | 2.69                                    | ?                                       | ?                                       | ?                                       | Estrógeno       |
| Tamoxifeno | ICI-46,474                  | 3 (0.1–47)                              | 3.33 (0.28–6)                           | 3.4–9.69                                | 2.5                                     | SERM            |
| Afimoxifeno | 4-Hidroxitamoxifeno; 4-OHT  | 100.1 (1.7–257)                         | 10 (0.98–339)                           | 2.3 (0.1–3.61)                          | 0.04–4.8                                | SERM            |
| Toremifeno | 4-Clorotamoxifeno; 4-CT     | ?                                       | ?                                       | 7.14–20.3                               | 15.4                                    | SERM            |
| Clomifeno | MRL-41                      | 25 (19.2–37.2)                          | 12                                      | 0.9                                     | 1.2                                     | SERM            |
| Ciclofenil | F-6066; Sexovid             | 151–152                                 | 243                                     | ?                                       | ?                                       | SERM            |
| Nafoxidina | U-11,000A                   | 30.9–44                                 | 16                                      | 0.3                                     | 0.8                                     | SERM            |
| Raloxifeno | –                           | 41.2 (7.8–69)                           | 5.34 (0.54–16)                          | 0.188–0.52                              | 20.2                                    | SERM            |
| Arzoxifeno | LY-353,381                  | ?                                       | ?                                       | 0.179                                   | ?                                       | SERM            |
| Lasofoxifeno | CP-336,156                  | 10.2–166                                | 19.0                                    | 0.229                                   | ?                                       | SERM            |
| Ormeloxifeno | Centchroman                 | ?                                       | ?                                       | 0.313                                   | ?                                       | SERM            |
| Levormeloxifeno | 6720-CDRI; NNC-460,020      | 1.55                                    | 1.88                                    | ?                                       | ?                                       | SERM            |
| Ospemifeno | Deaminohidroxitoremifeno    | 0.82–2.63                               | 0.59–1.22                               | ?                                       | ?                                       | SERM            |
| Bazedoxifeno | –                           | ?                                       | ?                                       | 0.053                                   | ?                                       | SERM            |
| Etacstil | GW-5638                     | 4.30                                    | 11.5                                    | ?                                       | ?                                       | SERM            |
| ICI-164,384 | –                           | 63.5 (3.70–97.7)                        | 166                                     | 0.2                                     | 0.08                                    | Antiestrógeno   |
| Fulvestrant | ICI-182,780                 | 43.5 (9.4–325)                          | 21.65 (2.05–40.5)                       | 0.42                                    | 1.3                                     | Antiestrógeno   |
| Propilpirazoletriol | PPT                         | 49 (10.0–89.1)                          | 0.12                                    | 0.40                                    | 92.8                                    | ERα agonista    |
| 16α-LE2 | 16α-Lactona-17β-estradiol   | 14.6–57                                 | 0.089                                   | 0.27                                    | 131                                     | ERα agonista    |
| 16α-Iodo-E2 | 16α-Iodo-17β-estradiol      | 30.2                                    | 2.30                                    | ?                                       | ?                                       | ERα agonista    |
| Metilpiperidinopirazol | MPP                         | 11                                      | 0.05                                    | ?                                       | ?                                       | ERα antagonista |
| Diarilpropionitrilo | DPN                         | 0.12–0.25                               | 6.6–18                                  | 32.4                                    | 1.7                                     | ERβ agonista    |
| 8β-VE2 | 8β-Vinil-17β-estradiol      | 0.35                                    | 22.0–83                                 | 12.9                                    | 0.50                                    | ERβ agonista    |
| Prinaberel | ERB-041; WAY-202,041        | 0.27                                    | 67–72                                   | ?                                       | ?                                       | ERβ agonista    |
| ERB-196 | WAY-202,196                 | ?                                       | 180                                     | ?                                       | ?                                       | ERβ agonista    |
| Erteberel | SERBA-1; LY-500,307         | ?                                       | ?                                       | 2.68                                    | 0.19                                    | ERβ agonista    |
| SERBA-2 | –                           | ?                                       | ?                                       | 14.5                                    | 1.54                                    | ERβ agonista    |
| Coumestrol | –                           | 9.225 (0.0117–94)                       | 64.125 (0.41–185)                       | 0.14–80.0                               | 0.07–27.0                               | Xenoestrógenos  |
| Genisteína | –                           | 0.445 (0.0012–16)                       | 33.42 (0.86–87)                         | 2.6–126                                 | 0.3–12.8                                | Xenoestrógenos  |
| Equol | –                           | 0.2–0.287                               | 0.85 (0.10–2.85)                        | ?                                       | ?                                       | Xenoestrógenos  |
| Daidzeína | –                           | 0.07 (0.0018–9.3)                       | 0.7865 (0.04–17.1)                      | 2.0                                     | 85.3                                    | Xenoestrógenos  |
| Biocanina A | –                           | 0.04 (0.022–0.15)                       | 0.6225 (0.010–1.2)                      | 174                                     | 8.9                                     | Xenoestrógenos  |
| Kaempferol | –                           | 0.07 (0.029–0.10)                       | 2.2 (0.002–3.00)                        | ?                                       | ?                                       | Xenoestrógenos  |
| Naringenina | –                           | 0.0054 (<0.001–0.01)                    | 0.15 (0.11–0.33)                        | ?                                       | ?                                       | Xenoestrógenos  |
| 8-Prenilnaringenina | 8-PN                        | 4.4                                     | ?                                       | ?                                       | ?                                       | Xenoestrógenos  |
| Quercetina | –                           | <0.001–0.01                             | 0.002–0.040                             | ?                                       | ?                                       | Xenoestrógenos  |
| Ipriflavone | –                           | <0.01                                   | <0.01                                   | ?                                       | ?                                       | Xenoestrógenos  |
| Miroestrol | –                           | 0.39                                    | ?                                       | ?                                       | ?                                       | Xenoestrógenos  |
| Desoximiroestrol | –                           | 2.0                                     | ?                                       | ?                                       | ?                                       | Xenoestrógenos  |
| β-Sitosterol | –                           | <0.001–0.0875                           | <0.001–0.016                            | ?                                       | ?                                       | Xenoestrógenos  |
| Resveratrol | –                           | <0.001–0.0032                           | ?                                       | ?                                       | ?                                       | Xenoestrógenos  |
| α-Zearalenol | –                           | 48 (13–52.5)                            | ?                                       | ?                                       | ?                                       | Xenoestrógenos  |
| β-Zearalenol | –                           | 0.6 (0.032–13)                          | ?                                       | ?                                       | ?                                       | Xenoestrógenos  |
| Zeranol | α-Zearalanol                | 48–111                                  | ?                                       | ?                                       | ?                                       | Xenoestrógenos  |
| Taleranol | β-Zearalanol                | 16 (13–17.8)                            | 14                                      | 0.8                                     | 0.9                                     | Xenoestrógenos  |
| Zearalenona | ZEN                         | 7.68 (2.04–28)                          | 9.45 (2.43–31.5)                        | ?                                       | ?                                       | Xenoestrógenos  |
| Zearalenona | ZAN                         | 0.51                                    | ?                                       | ?                                       | ?                                       | Xenoestrógenos  |
| Bisfenol A | BPA                         | 0.0315 (0.008–1.0)                      | 0.135 (0.002–4.23)                      | 195                                     | 35                                      | Xenoestrógenos  |
| Endosulfán | EDS                         | <0.001–<0.01                            | <0.01                                   | ?                                       | ?                                       | Xenoestrógenos  |
| Kepone | Clordecona                  | 0.0069–0.2                              | ?                                       | ?                                       | ?                                       | Xenoestrógenos  |
| o,p'-DDT | –                           | 0.0073–0.4                              | ?                                       | ?                                       | ?                                       | Xenoestrógenos  |
| p,p'-DDT | –                           | 0.03                                    | ?                                       | ?                                       | ?                                       | Xenoestrógenos  |
| Metoxicloro | p,p'-Dimetoxi-DDT           | 0.01 (<0.001–0.02)                      | 0.01–0.13                               | ?                                       | ?                                       | Xenoestrógenos  |
| HPTE | Hidroxicloro; p,p'-OH-DDT   | 1.2–1.7                                 | ?                                       | ?                                       | ?                                       | Xenoestrógenos  |
| Testosterona | T; 4-Androstenolona         | <0.0001–<0.01                           | <0.002–0.040                            | >5000                                   | >5000                                   | Andrógeno       |
| Dihidrotestosterona | DHT; 5α-Androstenolona      | 0.01 (<0.001–0.05)                      | 0.0059–0.17                             | 221–>5000                               | 73–1688                                 | Andrógeno       |
| Nandrolona | 19-Nortestosterona; 19-NT   | 0.01                                    | 0.23                                    | 765                                     | 53                                      | Andrógeno       |
| Dehidroepiandrosterona | DHEA; Prasterona            | 0.038 (<0.001–0.04)                     | 0.019–0.07                              | 245–1053                                | 163–515                                 | Andrógeno       |
| 5-Androstenediol | A5; Androstenediol          | 6                                       | 17                                      | 3.6                                     | 0.9                                     | Andrógeno       |
| 4-Androstenediol | –                           | 0.5                                     | 0.6                                     | 23                                      | 19                                      | Andrógeno       |
| 4-Androstenediona | A4; Androstenediona         | <0.01                                   | <0.01                                   | >10000                                  | >10000                                  | Andrógeno       |
| 3α-Androstanediol | 3α-Adiol                    | 0.07                                    | 0.3                                     | 260                                     | 48                                      | Andrógeno       |
| 3β-Androstanediol | 3β-Adiol                    | 3                                       | 7                                       | 6                                       | 2                                       | Andrógeno       |
| Androstenediona | 5α-Androstanediona          | <0.01                                   | <0.01                                   | >10000                                  | >10000                                  | Andrógeno       |
| Etiocolanediona | 5β-Androstanediona          | <0.01                                   | <0.01                                   | >10000                                  | >10000                                  | Andrógeno       |
| Metiltestosterona | 17α-Metiltestosterona       | <0.0001                                 | ?                                       | ?                                       | ?                                       | Andrógeno       |
| Etinil-3α-androstanodiol | 17α-Etinil-3α-adiol         | 4.0                                     | <0.07                                   | ?                                       | ?                                       | Estrógeno       |
| Etinil-3β-androstanodiol | 17α-Etinil-3β-adiol         | 50                                      | 5.6                                     | ?                                       | ?                                       | Estrógeno       |
| Progesterona | P4; 4-Pregnenedione         | <0.001–0.6                              | <0.001–0.010                            | ?                                       | ?                                       | Progesterona    |
| Noretisterona | NET; 17α-Etinil-19-NT       | 0.085 (0.0015–<0.1)                     | 0.1 (0.01–0.3)                          | 152                                     | 1084                                    | Progesterona    |
| Noretinodrel | 5(10)-Noretisterona         | 0.5 (0.3–0.7)                           | <0.1–0.22                               | 14                                      | 53                                      | Progesterona    |
| Tibolona | 7α-Metilnoretinodrel        | 0.5 (0.45–2.0)                          | 0.2–0.076                               | ?                                       | ?                                       | Progesterona    |
| Δ4-Tibolona | 7α-Metilnoretisterona       | 0.069–<0.1                              | 0.027–<0.1                              | ?                                       | ?                                       | Progesterona    |
| 3α-Hidroxitibolona | –                           | 2.5 (1.06–5.0)                          | 0.6–0.8                                 | ?                                       | ?                                       | Progesterona    |
| 3β-Hidroxitibolona | –                           | 1.6 (0.75–1.9)                          | 0.070–0.1                               | ?                                       | ?                                       | Progesterona    |
| Notas a pie de página: a = (1) Los valores de afinidad de unión tienen el formato «mediana (rango)» (# (#-#)), «rango» (#-#) o «valor» (#) en función de los valores disponibles. Los conjuntos completos de valores dentro de los rangos pueden encontrarse en el código Wiki. (2) Las afinidades de unión se determinaron mediante estudios de desplazamiento en diversos sistemas in vitro con estradiol marcado y proteínas ERα y ERβ humanas (excepto los valores ERβ de Kuiper et al. (1997), que son ERβ de rata). Fuentes: Véase la página de plantilla. |                             |                                         |                                         |                                         |                                         |                 |

### Lugar de enlace

Las estructuras de dominio de ERα y ERβ, incluidos algunos de los sitios de fosforilación conocidos implicados en la regulación independiente del ligando.

Los SERM actúan sobre el receptor de estrógenos (RE), que es un activador transcripcional intracelular dependiente de ligando y pertenece a la familia de los receptores nucleares. Se han identificado dos subtipos diferentes de RE, ERα y ERβ. El ERα se considera el principal medio donde se transducen las señales de estrógeno a nivel transcripcional y es el ER predominante en el aparato reproductor femenino y las glándulas mamarias, mientras que el ERβ se encuentra principalmente en las células endoteliales vasculares, el hueso y el tejido prostático masculino. Se sabe que la concentración de ERα y ERβ es diferente en los tejidos durante el desarrollo, el envejecimiento o el estado de enfermedad[. Muchas características son similares entre estos dos tipos, como el tamaño (~600 y 530 aminoácidos) y la estructura. ERα y ERβ comparten aproximadamente el 97% de la identidad de secuencia de aminoácidos en el dominio de unión al ADN y alrededor del 56% en el dominio de unión al ligando. La principal diferencia de los dominios de unión al ligando viene determinada por Leu-384 y Met-421 en ERα, que se sustituyen por Met-336 e Ile-373, respectivamente, en ERβ. La variación es mayor en el extremo N-terminal entre ERα y ERβ.
El dominio de unión al ADN consta de dos subdominios. Uno con una caja proximal que participa en el reconocimiento del ADN, mientras que el otro contiene una caja distal responsable de la dimerización del dominio de unión al ADN dependiente del ADN. La secuencia de la caja proximal es idéntica entre ERα y ERβ, lo que indica una especificidad y afinidad similares entre los dos subgrupos. Las proteínas globulares del dominio de unión al ADN contienen ocho cisteínas y permiten una coordinación tetraédrica de dos iones de zinc. Esta coordinación hace posible la unión del RE a los elementos de respuesta a estrógenos. El dominio de unión al ligando es una estructura globular de tres capas formada por 11 hélices y contiene un bolsillo para el ligando natural o sintético. Los factores que influyen en la afinidad de unión son principalmente la presencia de una fracción fenólica, el tamaño y la forma molecular, los dobles enlaces y la hidrofobicidad.
El posicionamiento diferencial de la hélice 12 de la función activadora 2 (AF-2) en el dominio de unión al ligando por parte del ligando unido determina si el ligando tiene un efecto agonista o antagonista. En los receptores unidos al agonista, la hélice 12 se sitúa adyacente a las hélices 3 y 5. Las hélices 3, 5 y 12 juntas forman una superficie de unión para un motivo de caja NR contenido en coactivadores con la secuencia canónica LXXLL (donde L representa leucina o isoleucina y X es cualquier aminoácido). Los receptores no ligados (apo) o ligados a ligandos antagonistas apartan la hélice 12 de la superficie de unión LXXLL, lo que conduce a la unión preferente de un motivo más largo rico en leucina, LXXXIXXX(I/L), presente en los corepresores NCoR1 o SMRT. Además, algunos cofactores se unen al ER a través de los terminales, el sitio de unión al ADN u otros sitios de unión. Así, un compuesto puede ser un agonista del RE en un tejido rico en coactivadores pero un antagonista del RE en tejidos ricos en corepresores.

### Mecanismo de acción

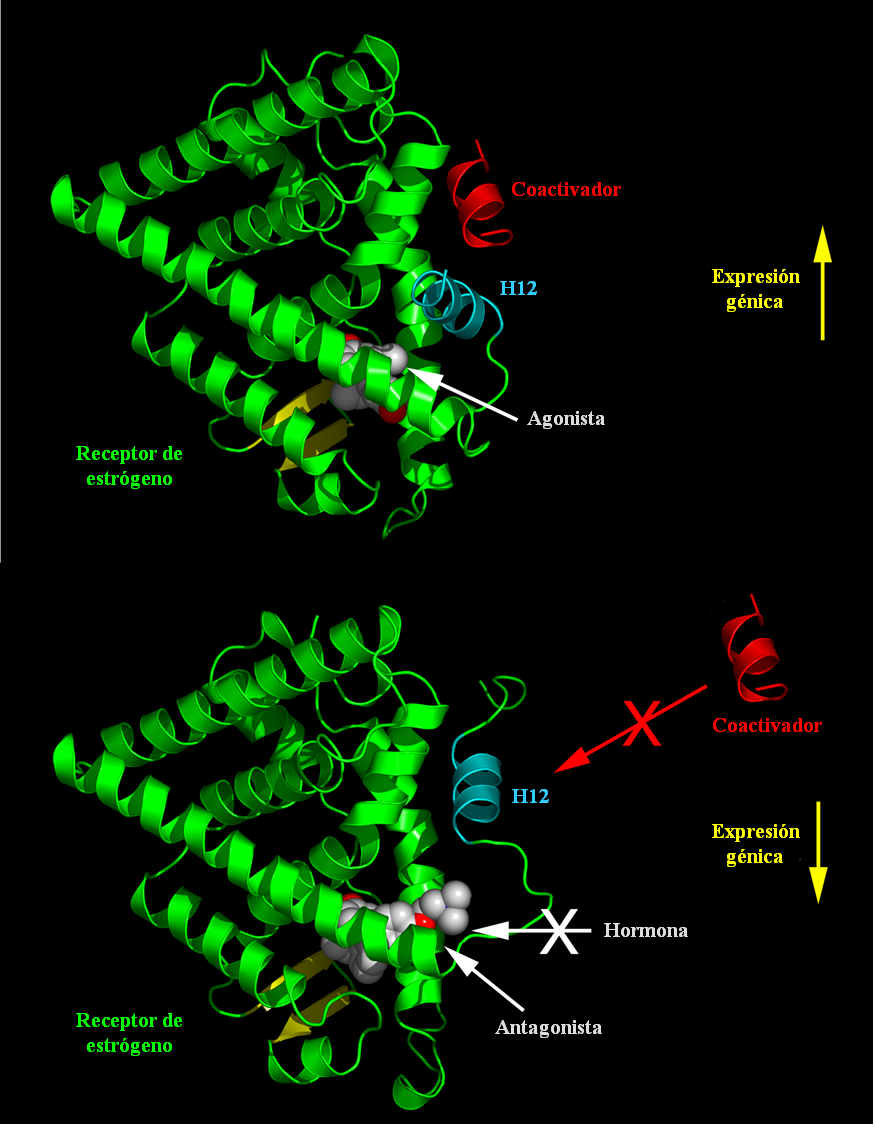
Bases estructurales del mecanismo de acción de los agonistas y antagonistas de los receptores de estrógenos. Las estructuras que se muestran aquí corresponden al dominio de unión al ligando (LBD) del receptor de estrógenos (diagrama de dibujos animados en verde) en complejo con el agonista dietilestilbestrol (arriba, PDB: 3ERD) o el antagonista 4-hidroxitamoxifeno (abajo, 3ERT). Los ligandos se representan como esferas llenas de espacio (blanco = carbono, rojo = oxígeno). Cuando un agonista se une a un receptor nuclear, la hélice alfa erminal C del LBD (H12; azul claro) se posiciona de tal forma que una proteína coactivadora (rojo) puede unirse a la superficie del LBD. Aquí se muestra sólo una pequeña parte de la proteína coactivadora, la denominada caja NR que contiene el motivo de secuencia de aminoácidos LXXLL. Los antagonistas ocupan la misma cavidad de unión del ligando del receptor nuclear. Sin embargo, los ligandos antagonistas tienen además una extensión de cadena lateral que desplaza estéricamente a H12 para ocupar aproximadamente la misma posición en el espacio en la que se unen los coactivadores. Por lo tanto, se bloquea la unión del coactivador al LBD.

Los compuestos estrogénicos abarcan un espectro de actividad que incluye:
- Agonistas completos (agonistas en todos los tejidos), como la hormona endógena natural estradiol.
- Agonistas/antagonistas mixtos (agonistas en algunos tejidos y antagonistas en otros), como el tamoxifeno (un SERM).
- Antagonistas puros (antagonistas en todos los tejidos), como el fulvestrant.

Se sabe que los SERM estimulan las acciones estrogénicas en tejidos como el hígado, los huesos y el sistema cardiovascular, pero también se sabe que bloquean la acción de los estrógenos allí donde la estimulación no es deseable, como en las mamas y el útero. Esta actividad agonista o antagonista provoca diversos cambios estructurales en los receptores, lo que da lugar a la activación o represión de los genes diana de los estrógenos. Los SERM interactúan con los receptores mediante su difusión en las células y su unión a las subunidades ERα o ERβ, lo que da lugar a la dimerización y los cambios estructurales de los receptores. Esto facilita la interacción de los SERM con los elementos de respuesta a estrógenos, lo que conduce a la activación de genes inducibles por estrógenos y a la mediación de los efectos estrogénicos.
La característica única de los SERM es su actividad selectiva en tejidos y células. Cada vez hay más pruebas de que la actividad de los SERM está determinada principalmente por el reclutamiento selectivo de corepresores y coactivadores en genes diana del RE en tipos específicos de tejidos y células. Los SERM pueden afectar a la estabilidad de la proteína coactivadora y también pueden regular la actividad del coactivador mediante modificaciones postraduccionales como la fosforilación. Múltiples vías de señalización del crecimiento, como HER2, PKC, PI3K y otras, se regulan a la baja en respuesta al tratamiento antiestrógeno. El coactivador del receptor de esteroides 3 (SRC-3) es fosforilado por quinasas activadas que también potencian su actividad coactivadora, afectan al crecimiento celular y, en última instancia, contribuyen a la resistencia a los fármacos.
La proporción de ERα y ERβ en un lugar diana puede ser otra forma de determinar la actividad de los SERM. Los altos niveles de proliferación celular se correlacionan bien con una alta proporción ERα:ERβ, pero la represión de la proliferación celular se correlaciona con que el ERβ sea dominante sobre el ERα. La proporción de RE en el tejido mamario neoplásico y normal podría ser importante a la hora de considerar la quimioprevención con SERM.
Al observar las diferencias entre el REα y el REβ, la función activadora 1 (AF-1) y la AF-2 son importantes. Juntas desempeñan un papel importante en la interacción con otras proteínas co-reguladoras que controlan la transcripción génica. La AF-1 se localiza en el amino-terminal del ER y sólo es homóloga en un 20% en ERα y ERβ. Por otra parte, AF-2 es muy similar en ERα y ERβ, y sólo un aminoácido es diferente. Los estudios han demostrado que al cambiar las regiones de AF-1 en ERα y ERβ, que hay diferencias específicas en la actividad de transcripción. Por lo general, los SERM pueden activar parcialmente genes diseñados a través de ERα mediante un elemento receptor de estrógeno, pero no a través de ERβ. Aunque, el raloxifeno y la forma activa del tamoxifeno pueden estimular genes informadores regulados por AF-1 tanto en ERα como en ERβ.
El descubrimiento de que existen dos subtipos de RE ha dado lugar a la síntesis de una serie de ligandos específicos del receptor que pueden activar o desactivar un receptor concreto. Sin embargo, la forma externa del complejo resultante es lo que se convierte en el catalizador para cambiar la respuesta en un tejido diana a un SERM.
La cristalografía de rayos X de estrógenos o antiestrógenos ha demostrado cómo los ligandos programan el complejo receptor para interactuar con otras proteínas. El dominio de unión al ligando del RE demuestra cómo los ligandos promueven e impiden la unión al coactivador en función de la forma del complejo de estrógeno o antiestrógeno. La amplia gama de ligandos que se unen al RE puede crear un espectro de complejos de RE que son totalmente estrogénicos o antiestrogénicos en un sitio diana específico. El principal resultado de la unión de un ligando al RE es un reordenamiento estructural del bolsillo de unión del ligando, principalmente en el AF-2 de la región C-terminal. La unión de ligandos al RE conduce a la formación de un bolsillo hidrofóbico que regula los cofactores y la farmacología del receptor. El correcto plegamiento del dominio de unión al ligando es necesario para la activación de la transcripción y para que el RE interactúe con una serie de coactivadores.
Los coactivadores no son meros socios proteínicos que conectan sitios en un complejo. Los coactivadores desempeñan un papel activo en la modificación de la actividad de un complejo. La modificación posterior a la traducción de los coactivadores puede dar lugar a un modelo dinámico de acción de las hormonas esteroideas mediante múltiples vías de cinasas iniciadas por los receptores de factores de crecimiento de la superficie celular. Bajo la dirección de una multitud de remodeladores proteicos para formar un complejo coactivador multiproteico que pueda interactuar con el RE fosforilado en un sitio promotor génico específico, el coactivador núcleo primero tiene que reclutar un conjunto específico de coactivadores. Las proteínas que el coactivador del núcleo reúne como complejo coactivador del núcleo tienen actividades enzimáticas individuales para metilar o acetilar proteínas adyacentes. Los sustratos del RE o la coenzima A pueden ser poliubiquitinados por múltiples ciclos de la reacción o, dependiendo de las proteínas de enlace, pueden ser activados aún más o degradados por el proteasoma 26S.
En consecuencia, para que la transcripción génica sea eficaz y esté programada y dirigida por la estructura y el estado de fosforilación del RE y los coactivadores, se requiere un proceso dinámico y cíclico de remodelación de la capacidad de ensamblaje transcripcional, tras el cual el complejo de transcripción es destruido instantáneamente de forma rutinaria por el proteasoma.

## Estructura y función

### Relaciones estructura-actividad
La estructura central de los SERM simula la plantilla del 17β-estradiol. Tienen dos anillos aromáticos separados por 1-3 átomos (a menudo una disposición de tipo estilbeno). Entre los dos fenilos del núcleo, los SERMs tienen típicamente un grupo fenilo 4-sustituido que, cuando se une al RE, se proyecta desde una posición de núcleo estratrieno de forma que la hélice 12 se desplaza desde la apertura del receptor y bloquea el espacio donde las proteínas coactivadoras normalmente se unirían y causarían la actividad agonista del RE. Ha habido muchas variaciones en la parte central de los SERM, mientras que ha habido menos flexibilidad con lo que se tolera en la cadena lateral. Los SERM pueden clasificarse por su estructura central.

#### Trifeniletilenos de primera generación

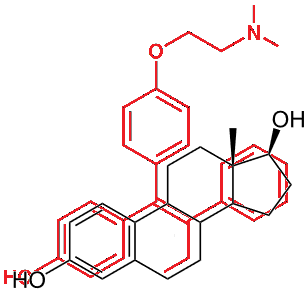
4-Hidroxitamoxifeno (rojo) superpuesto a 17β-estradiol (negro)

La primera clase estructural principal de moléculas de tipo SERM de la que se tiene constancia son los trifeniletilenos. El núcleo de estilbeno (similar al estrógeno no esteroideo, dietilestilbestrol) imita esencialmente a los estrógenos esteroideos como el 17β-estradiol, mientras que la cadena lateral se superpone con la posición 11 del núcleo esteroideo. Los derivados del trifeniletileno tienen un grupo fenilo adicional unido al grupo puente etileno. La capacidad de enlace H de 3 posiciones de los fenoles es un requisito importante para la unión al RE.

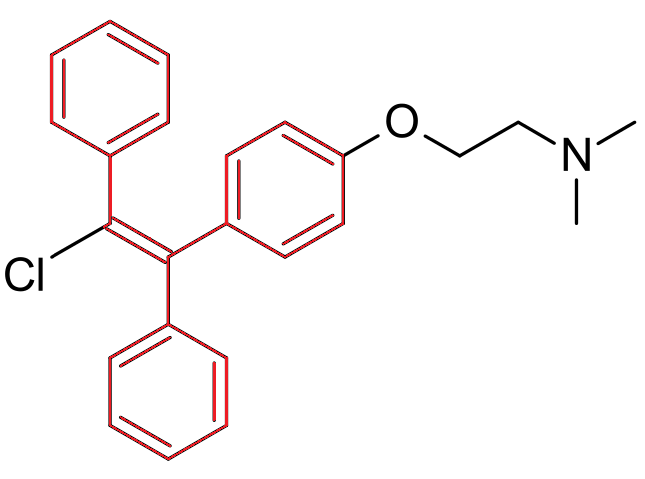
Forma trans del clomifeno con la estructura de trifeniletileno en rojo.

El primer fármaco, el clomifeno, tiene un sustituyente cloro en la cadena lateral de etileno que produce afinidades de unión similares a las del fármaco descubierto posteriormente, el tamoxifeno. El clomifeno es una mezcla de isómeros estrogénicos (forma cis) y antiestrogénicos (forma trans). Los isómeros cis y trans se definen en función de las relaciones geométricas de los dos anillos de fenilo no sustituidos. Los dos isómeros del clomifeno tienen perfiles diferentes, en los que la forma trans tiene una actividad más parecida al tamoxifeno, mientras que la forma cis se comporta más como el 17β-estradiol. El isómero cis es aproximadamente diez veces más potente que el trans. Sin embargo, el isómero trans es el estimulador más potente de la hipertrofia de las células epiteliales, ya que el clomifeno es antagonista a dosis bajas y agonista a dosis altas. Los isómeros antagonistas pueden causar efectos estrogénicos inhibitorios en el útero y los cánceres mamarios, pero el isómero estrogénico podría combinarse con nuevos receptores para producir efectos similares a los del estrógeno en el hueso.

Estructura química del tamoxifeno

El tamoxifeno se ha convertido en el tratamiento de elección para las mujeres diagnosticadas de cáncer de mama hormono-responsivo en todas sus fases, es decir, cáncer de mama con RE y/o progesterona positivos. En EE. UU., también se administra para la quimioprevención profiláctica en mujeres identificadas como de alto riesgo de cáncer de mama. El tamoxifeno es un isómero trans antiestrogénico puro y tiene acciones diferenciales en los tejidos diana de estrógenos de todo el organismo. El tamoxifeno es selectivamente antiestrogénico en la mama, pero de tipo estrogénico en los huesos y el cáncer de endometrio. El tamoxifeno se somete a un metabolismo de fase I en el hígado por las enzimas microsomales del citocromo P450 (CYP). Los principales metabolitos del tamoxifeno son el N-desmetiltamoxifeno y el 4-hidroxitamoxifeno.
La estructura cristalográfica del 4-hidroxitamoxifeno interactúa con los aminoácidos del RE dentro del dominio de unión al ligando.  El contacto entre el grupo fenólico, la molécula de agua y el glutamato y la arginina del receptor (ERα; Glu 353/Arg 394) se resuelve en una unión de alta afinidad, de modo que el 4-hidroxitamoxifeno, con un anillo fenólico que se parece al anillo A del 17β-estradiol, tiene una afinidad de unión relativa más de 100 veces superior a la del tamoxifeno, que no tiene fenol. Si se elimina su grupo OH o se cambia su posición, se reduce la afinidad de unión.
La fracción de trifeniletileno y la cadena lateral son necesarias para la unión del tamoxifeno al RE, mientras que en el caso del 4-hidroxitamoxifeno, la cadena lateral y el fenil-propeno no parecen ser elementos estructurales cruciales para la unión al RE. La basicidad y la longitud de la cadena lateral no parecen desempeñar un papel crucial en la afinidad de unión del tamoxifeno al RE, ni tampoco el anillo β del tamoxifeno, pero la fracción estilbeno del tamoxifeno es necesaria para la unión al RE. El grupo hidroxilo es de especial importancia para la unión al RE del 4-hidroxitamoxifeno, y la cadena lateral etílica del tamoxifeno sobresale del dominio de unión al ligando del RE.
Pocas usuarias de tamoxifeno han tenido mayores tasas de cáncer de útero, sofocos y tromboembolismos. El fármaco también puede causar hepatocarcinomas en ratas. Esto se debe probablemente a que el grupo etilo del núcleo estilbénico del tamoxifeno está sujeto a una activación oxidativa alílica que provoca la alquilación del ADN y la escisión de la cadena. Este problema se corrige posteriormente en el toremifeno. El tamoxifeno es más promiscuo que el raloxifeno en los sitios diana debido a la relación entre el aminoácido del RE en Asp-351 y la cadena lateral antiestrogénica del SERM. La cadena lateral del tamoxifeno no puede neutralizar el Asp-351, por lo que el sitio influye alostéricamente en el AF-1 en el extremo proximal del RE. Este problema se subsana con el fármaco de segunda generación raloxifeno.

Estructura química del toremifeno

El toremifeno es un derivado clorado del antiestrógeno trifeniletileno no esteroideo tamoxifeno con un sustituyente cloro en la cadena lateral etilénica que produce afinidades de unión similares a las del tamoxifeno. La relación entre estructura y actividad del toremifeno es similar a la del tamoxifeno, pero presenta una mejora sustancial respecto al fármaco más antiguo en lo que se refiere a la alquilación del ADN. La presencia del átomo de cloro añadido reduce la estabilidad de los cationes formados a partir de metabolitos alílicos activados y, por tanto, disminuye el potencial de alquilación, y de hecho el toremifeno no muestra formación de aductos de ADN en hepatocitos de roedores. El toremifeno protege contra la pérdida ósea en modelos de ratas ovariectomizadas y afecta clínicamente a los marcadores de resorción ósea de forma similar al tamoxifeno. El toremifeno se somete a un metabolismo de fase I por enzimas microsomales del citocromo P450, como el tamoxifeno, pero principalmente por la isoforma CYP3A4. El toremifeno forma sus dos metabolitos principales, el N-desmetiltoremifeno y el deaminohidroxi-toremifeno (ospemifeno), por N-desmetilación y desaminación-hidroxilación. El N-desmetiltoremifeno tiene una eficacia similar a la del toremifeno, mientras que el 4-hidroxitoremifeno tiene una mayor afinidad de unión al RE que el toremifeno. El 4-hidroxitoremifeno tiene una función similar a la del 4-hidroxitamoxifeno.

#### Benzotiofenos de segunda generación

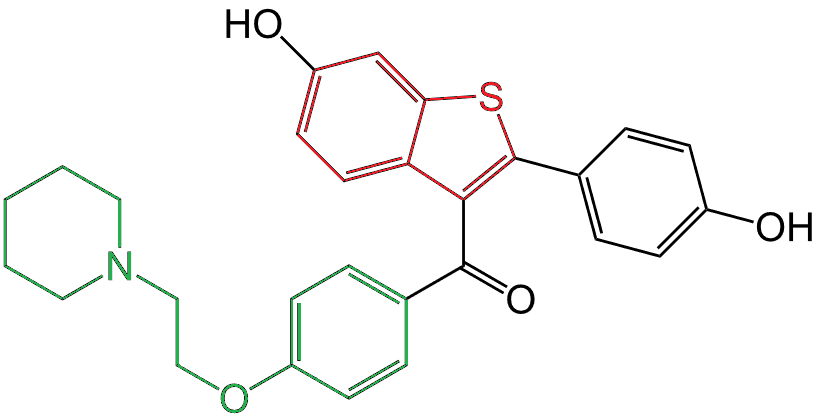
El raloxifeno tiene un grupo benzotiofeno (rojo) y está conectado con una bisagra carbonílica flexible a una cadena lateral fenil 4-piperidinoetoxi (verde).

El raloxifeno pertenece a la segunda generación de fármacos SERM benzotiofénicos. Tiene una gran afinidad por el RE, con una potente actividad antiestrogénica y efectos específicos en los tejidos distintos del estradiol. El raloxifeno es un agonista del RE en el hueso y el sistema cardiovascular, pero en el tejido mamario y el endometrio actúa como antagonista del RE. Se metaboliza en gran medida por conjugación glucurónida en el intestino y, debido a ello, tiene una biodisponibilidad baja de sólo el 2%, mientras que la del tamoxifeno y el toremifeno es de aproximadamente el 100%.
La ventaja del raloxifeno sobre el tamoxifeno trifeniletileno es su menor efecto sobre el útero. El grupo bisagra flexible, así como la cadena lateral fenil 4-piperidinoetoxi antiestrogénica, son importantes para minimizar los efectos uterinos. Debido a su flexibilidad, la cadena lateral puede obtener una disposición ortogonal con respecto al núcleo, de modo que la amina de la cadena lateral del raloxifeno está 1 Å más cerca que los tamoxifenos del aminoácido Asp-351 en el dominio de unión al ligando del ERα.
El papel crítico de la íntima relación entre la cadena lateral hidrofóbica del raloxifeno y el residuo hidrofóbico del receptor para cambiar tanto la forma como la carga de la superficie externa de un complejo SERM-ER se ha confirmado con derivados del raloxifeno. Cuando la distancia interactiva entre el raloxifeno y Asp-351 se aumenta de 2,7 Å a 3,5-5 Å se produce un aumento de la acción tipo estrógeno del complejo raloxifeno-ERα. Cuando el anillo de piperidina del raloxifeno se sustituye por ciclohexano, el ligando pierde las propiedades antiestrogénicas y se convierte en un agonista completo. La interacción entre la cadena lateral antiestrogénica del SERM y el aminoácido Asp-351 es el primer paso importante en el silenciamiento de la AF-2. Reubica la hélice 12 fuera del bolsillo de unión al ligando, impidiendo así que los coactivadores se unan al complejo SERM-ER.

#### Tercera generación

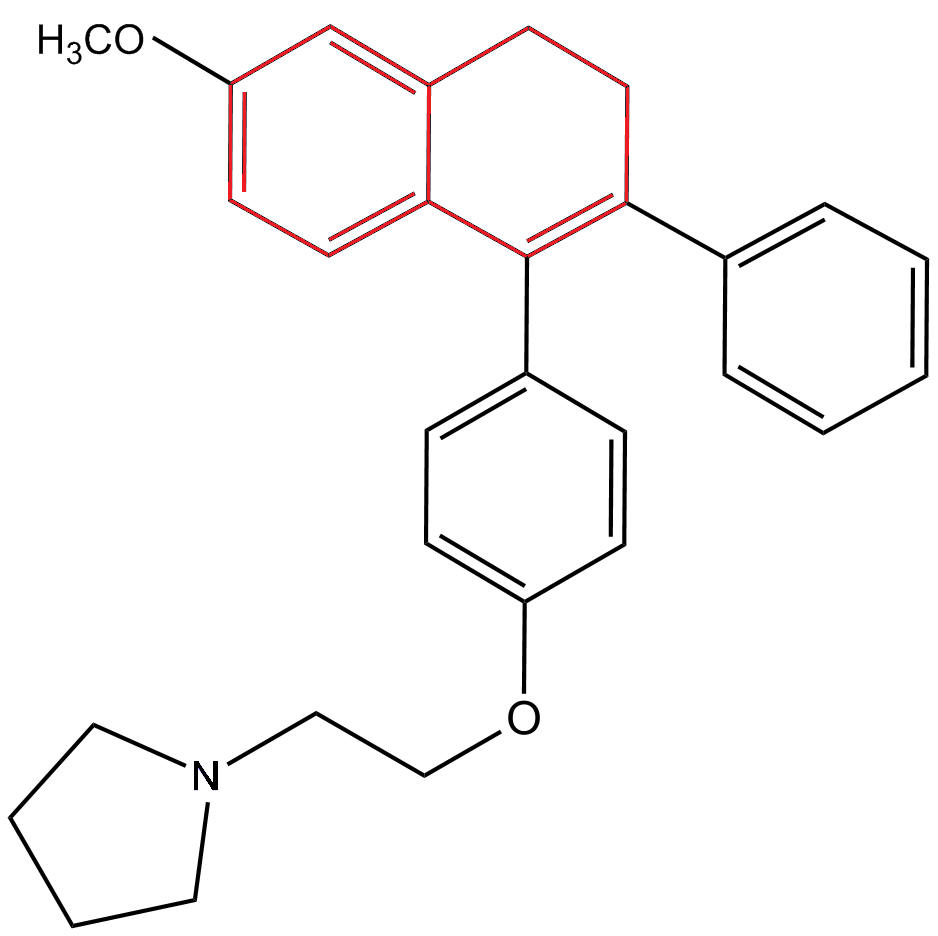
Estructura química de la nafoxidina con el grupo dihidronaptaleno en rojo.

Los compuestos de tercera generación no estimulan el útero, mejoran la potencia, no aumentan significativamente los sofocos o presentan una combinación de estos atributos.
El primer SERM de dihidronaptaleno, la nafoxidina, fue un candidato clínico para el tratamiento del cáncer de mama, pero tuvo efectos secundarios como una fototoxicidad grave. La nafoxidina tiene los tres fenilos limitados en una disposición coplanar como el tamoxifeno. Pero con la hidrogenación, el doble enlace del nafoxideno se redujo, y ambos fenilos están orientados en cis. La cadena lateral portadora de amina puede adoptar entonces una conformación axial y situar este grupo ortogonalmente al plano del núcleo, como el ralofoxifeno y otros SERM menos uterotrópicos.

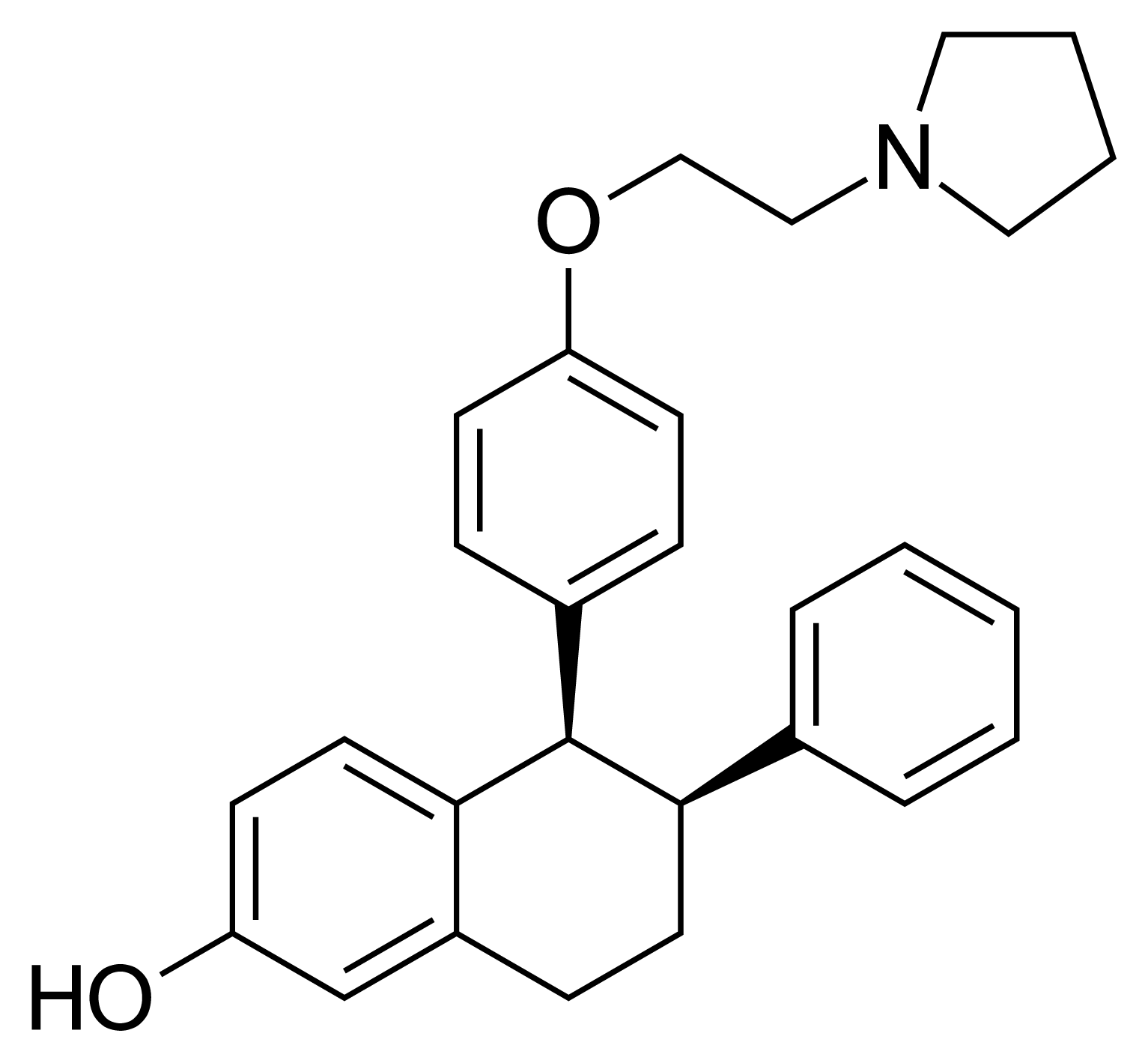
La estructura química del lasofoxifeno muestra fenilos orientados en cis.

Las modificaciones de la nafoxidina dieron lugar al lasofoxifeno. El lasofoxifeno es uno de los SERM más potentes en cuanto a protección frente a la pérdida ósea y reducción del colesterol. La excelente potencia oral del lasofoxifeno se ha atribuido a la reducción de la glucuronidación intestinal del fenol. A diferencia del raloxifeno, el lasofoxifeno satisface el requisito de un modelo farmacóforo que predice la resistencia a la glucuronidación de la pared intestinal. El requisito estructural es una topología no planar con el grueso estérico cerca del plano de un sistema aromático bicíclico fusionado. Las interacciones entre el RE y el lasofoxifeno concuerdan con las características generales del reconocimiento SERM-RE. La gran cadena lateral flexible del lasofoxifeno termina en un grupo de cabeza de pirrolidina y se dirige hacia la superficie de la proteína, donde interfiere directamente con la posición de la hélice AF-2. Se forma un puente salino entre el lasofoxifeno y el RE. Entre el lasofoxifeno y el Asp-351 se forma un puente salino. La neutralización de la carga en esta región ER puede explicar algunos efectos antiestrogénicos ejercidos por el lasofoxifeno.

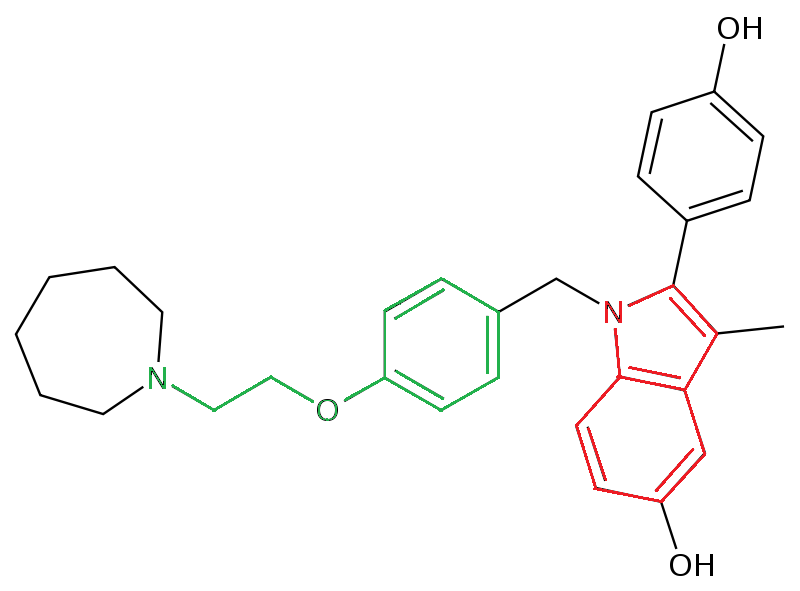
El bazedoxifeno incluye un sistema de indol (rojo) que está conectado a una amina a través de una cadena de benciloxietilo (verde).

El sistema indol ha servido de unidad central en los SERM, y cuando se une una amina al indol con un benciloxietilo, se demostró que los compuestos resultantes no tenían actividad uterina preclínica, a la vez que preservaban el hueso de la rata con plena eficacia a dosis bajas. El bazedoxifeno es uno de esos compuestos. El dominio de unión al núcleo consiste en un indol 2-fenil-3-metil y un anillo de hexametilenamina en la región de afectación de la cadena lateral. Se metaboliza por glucuronidación, con una biodisponibilidad absoluta del 6,2%, 3 veces superior a la del raloxifeno. Tiene efectos agonistas sobre el metabolismo óseo y lipídico, pero no sobre el endometrio mamario y uterino. Se tolera bien y no muestra un aumento de las incidencias de sofocos, hipertrofia uterina o sensibilidad mamaria.

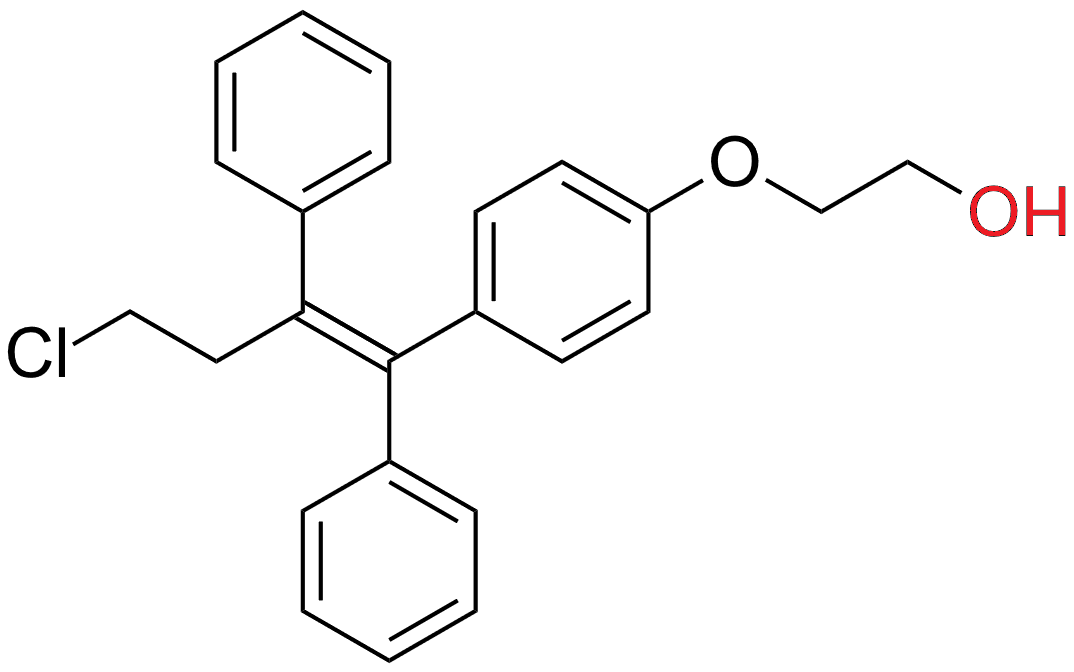
Estructura química del ospemifeno. La cadena lateral etoxi termina con un grupo hidroxi (rojo) en lugar de un grupo dimetilamino como en los SERM de primera generación.

El ospemifeno es un trifeniletileno y un metabolito conocido del toremifeno. Es estructuralmente muy similar al tamoxifeno y al toremifeno. El ospemifeno no tiene el grupo 2-(dimetilamino)etoxi como el tamoxifeno. Los estudios de relación estructura-actividad demostraron que al eliminar ese grupo del tamoxifeno se reducía significativamente la actividad agonista en el útero, pero no en el sistema óseo y cardiovascular. Los datos preclínicos y clínicos muestran que el ospemifeno se tolera bien, sin efectos secundarios importantes. Las ventajas que el ospemifeno puede tener sobre otros SERM son su efecto neutro sobre los sofocos y su efecto agonista del RE sobre la vagina, mejorando los síntomas de sequedad vaginal.

### Modos de unión

El sistema de anillos esteroides ABCD en el 17β-estradiol.

Se sabe que los SERM presentan cuatro modos distintivos de unión al RE. Una de esas características son los fuertes enlaces de hidrógeno entre el ligando y los Arg-394 y Glu-353 del REα que recubren el «bolsillo del anillo A» y ayudan al ligando a permanecer en el bolsillo de unión del RE. A diferencia del 17β-estradiol, que está unido por hidrógeno a His-524 en el «bolsillo del anillo D».  Otras uniones distintivas al bolsillo de unión del ligando son con una estructura de «núcleo» casi planar típicamente compuesta de un heterociclo biarilo, equivalente al anillo A y al anillo B del 17β-estradiol, al sitio de unión correspondiente; una cadena lateral voluminosa de la estructura biarilo, análoga al anillo B del 17β-estradiol y, finalmente, un segundo grupo lateral que es el equivalente al anillo C y D y normalmente aromático, llena el volumen restante del bolsillo de unión del ligando.
Las pequeñas diferencias entre los dos subtipos de RE se han utilizado para desarrollar moduladores de RE selectivos de subtipo, pero la gran similitud entre los dos receptores hace que el desarrollo sea muy difícil. Los aminoácidos de los dominios de unión al ligando difieren en dos posiciones, Leu-384 y Met-421 en el REα y Met-336 e Ile-373 en el REβ, pero tienen hidrofobicidad y volúmenes de ocupación similares. Sin embargo, las formas y la barrera rotacional de los residuos de aminoácidos no son las mismas, lo que lleva a distinguir la cara α- y β- de la cavidad de unión entre ERα y ERβ. Esto provoca una unión preferente al ERα de los sustituyentes del ligando que están alineados hacia abajo frente a Met-336, mientras que los sustituyentes del ligando alineados hacia arriba frente a Met-336 tienen más probabilidades de unirse al ERβ. Otra diferencia está en Val-392 en ERα, que se sustituye por Met-344 en ERβ. El volumen del bolsillo de unión de ERβ es ligeramente menor y la forma un poco diferente a la de ERα. Muchos ligandos selectivos del ERβ tienen una disposición en gran parte plana, ya que la cavidad de unión del ERβ es ligeramente más estrecha que la del ERα; sin embargo, esto por sí solo conduce a una selectividad modesta. Para alcanzar una selectividad fuerte, el ligando debe colocar sustituyentes muy cerca de una o más de las diferencias de aminoácidos entre ERα y ERβ para crear una fuerte fuerza de repulsión hacia el otro subtipo de receptor. Además, la estructura del ligando debe ser rígida. De lo contrario, las interacciones repulsivas podrían provocar el cambio conformacional del ligando y, por tanto, crear modos de unión alternativos.

#### Trifeniletilenos de primera generación
El tamoxifeno es convertido por el citocromo P450 hepático en 4-hidroxitamoxifeno y es un antagonista más selectivo del subtipo ERα que del ERβ. El 4-hidroxitamoxifeno se une a los ER dentro del mismo bolsillo de unión que reconoce el 17β-estradiol. El reconocimiento del receptor del 4-hidroxitamoxifeno parece estar controlado por dos características estructurales del 4-hidroxitamoxifeno, el anillo fenólico A y la cadena lateral voluminosa. El anillo fenólico A forma enlaces de hidrógeno con los grupos laterales de Arg-394, Glu-354 del RE y con el agua conservada estructuralmente. La cadena lateral voluminosa, que sobresale de la cavidad de unión, desplaza la hélice 12 del bolsillo de unión al ligando para cubrir parte del bolsillo de unión al coactivador. La formación del complejo ER-4-hidroxitamoxifeno recluta proteínas corepressors. Esto conduce a una disminución de la síntesis de ADN y a la inhibición de la actividad estrogénica. El clomifeno y el torimefeno producen afinidades de unión similares a las del tamoxifeno. Por lo tanto, estos dos fármacos son antagonistas más selectivos del subtipo ERα que del ERβ.

#### Benzotiofenos de segunda generación

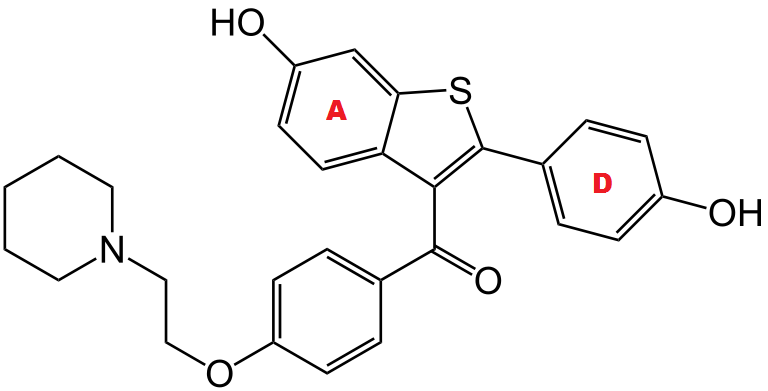
«Anillo A» (A) y “Anillo D” (D) marcados en el raloxifeno.

El raloxifeno, al igual que el 4-hidroxitamoxifeno, se une al ERα con el grupo hidroxilo de su «anillo A» fenólico a través de enlaces de hidrógeno con Arg-394 y Glu-353. Además de estos enlaces, el raloxifeno forma un segundo enlace de hidrógeno al RE a través del grupo lateral de His-524 debido a la presencia de un segundo grupo hidroxilo en el «anillo D». Este enlace de hidrógeno también es distinto del existente entre el 17β-estradiol y el His-524, ya que el anillo de imidazol del His-524 está rotado para contrarrestar la diferencia de posición del oxígeno en el raloxifeno y en el 17β-estradiol. Al igual que en el 4-hidroxitamoxifeno, la voluminosa cadena lateral del raloxifeno desplaza la hélice 12.

#### Tercera generación
La interacción del lasofoxifeno con el ERα es típica de las existentes entre SERM-ERα, como una topología casi planar (el carbociclo tetrahidronaptaleno), enlace de hidrógeno con Arg-394 y Glu-353 y las cadenas laterales fenilo del lasofoxifeno que llenan el volumen del anillo C y del anillo D del bolsillo de unión al ligando. El lasofoxifeno desvía la hélice 12 e impide la unión de proteínas coactivadoras con motivos LXXLL. Esto se consigue gracias a que el lasofoxifeno ocupa el espacio normalmente ocupado por el grupo lateral de Leu-540 y modula la conformación de los residuos de la hélice 11 (His-524, Leu-525). Además, el lasofoxifeno también interfiere directamente en la conformación de la hélice 12 mediante el grupo etilpirrolidina del fármaco. Los estudios in vitro indican que el bazedoxifeno bloquea competitivamente el 17β-estradiol mediante una unión alta y similar tanto al ERα como al ERβ. El principal dominio de unión de los bazedoxifenos consiste en el 2-fenil-3-metilindol y un anillo de hexametilenamina en la región afectada por la cadena lateral.
El ospemifeno es un metabolito oxidativo desaminado del toremifeno que tiene una unión al RE similar a la del toremifeno y el tamoxifeno. La unión competitiva a los REα y REβ de los tres metabolitos 4-hidroxi ospemifeno, 4'-hidroxi ospemifeno y el ácido 4-hidroxi-carboxílico de cadena lateral ospemifeno es al menos tan alta como la del compuesto original.

## Historia

Cronología de la aparición de los SERM en el mercado.

El descubrimiento de los SERM se debió a los intentos de desarrollar nuevos anticonceptivos. El clomifeno y el tamoxifeno impedían la concepción en ratas, pero hacían lo contrario en humanos. El clomifeno indujo con éxito la ovulación en mujeres subfértiles y el 1 de febrero de 1967 se aprobó en EE. UU. para el tratamiento de la disfunción ovulatoria en mujeres que intentaban concebir. Cuestiones toxicológicas impidieron el uso a largo plazo del clomifeno y el desarrollo posterior del fármaco para otras aplicaciones potenciales, como el tratamiento y la prevención del cáncer de mama.
Pasaron otros diez años antes de que se aprobara el tamoxifeno en diciembre de 1977, no como anticonceptivo sino como tratamiento hormonal para tratar y prevenir el cáncer de mama. El descubrimiento en 1987 de que los SERM tamoxifeno y raloxifeno, que entonces se consideraban antiestrógenos debido a sus efectos antagonistas en el tejido mamario, mostraban efectos estrogénicos en la prevención de la pérdida ósea en ratas ovariectomizadas tuvo un gran efecto en nuestra comprensión de la función de los receptores de estrógenos y de los receptores nucleares en general.  El término SERM se introdujo para describir estos compuestos que tienen una combinación de actividades de agonista estrogénico, agonista parcial o antagonista según el tejido. Se ha demostrado que el toremifeno es compatible con el tamoxifeno, y en 1996 se aprobó su uso para el tratamiento del cáncer de mama en mujeres posmenopáusicas.
El raloxifeno fracasó originalmente como fármaco contra el cáncer de mama debido a su escaso rendimiento en comparación con el tamoxifeno en el laboratorio, pero los efectos estrogénicos del raloxifeno sobre los huesos llevaron a su redescubrimiento y aprobación en 1997. Se aprobó para la prevención y el tratamiento de la osteoporosis y fue el primer SERM clínicamente disponible para prevenir tanto la osteoporosis como el cáncer de mama. El ospemifeno se aprobó el 26 de febrero de 2013 para el tratamiento de la dispareunia de moderada a grave, que es un síntoma, debido a la menopausia, de atrofia vulvar y vaginal. La terapia combinada con estrógenos conjugados y el SERM bazedoxifeno, fue aprobada el 3 de octubre de 2013, para el tratamiento de los síntomas vasomotores ligados a la menopausia. El bazedoxifeno también se utiliza en la prevención de la osteoporosis posmenopáusica. La búsqueda de un potente SERM con eficacia ósea y mejor biodisponibilidad que el raloxifeno condujo al descubrimiento del lasofoxifeno.  Aunque el lasofoxifeno se aprobó en 2009, no se comercializó durante los tres años siguientes a la aprobación, por lo que su autorización de comercialización ha caducado. En Europa, el bazedoxifeno está indicado para el tratamiento de la osteoporosis en mujeres posmenopáusicas con mayor riesgo de fractura. En la India, el ormeloxifeno se ha utilizado para la hemorragia uterina disfuncional y el control de la natalidad.